# Gambettola
Gambettola é uma comuna italiana da região da Emília-Romanha, província de Forlì-Cesena, com cerca de 9.416 habitantes. Estende-se por uma área de 7 km², tendo uma densidade populacional de 1345 hab/km². Faz fronteira com Cesena, Cesenatico, Gatteo, Longiano.

## Demografia
| Variação demográfica do município entre 1861 e 2011                               |
|                                                                                   |
| Fonte: Istituto Nazionale di Statistica (ISTAT) - Elaboração gráfica da Wikipedia |